# Franz West
Franz West (Viena, 16 de fevereiro de 1947 – Viena, 26 de julho de 2012) foi um artista austríaco.
Ele é mais conhecido por seus objetos e esculturas não convencionais, instalações e móveis que muitas vezes exigem o envolvimento do público.

## Trabalho

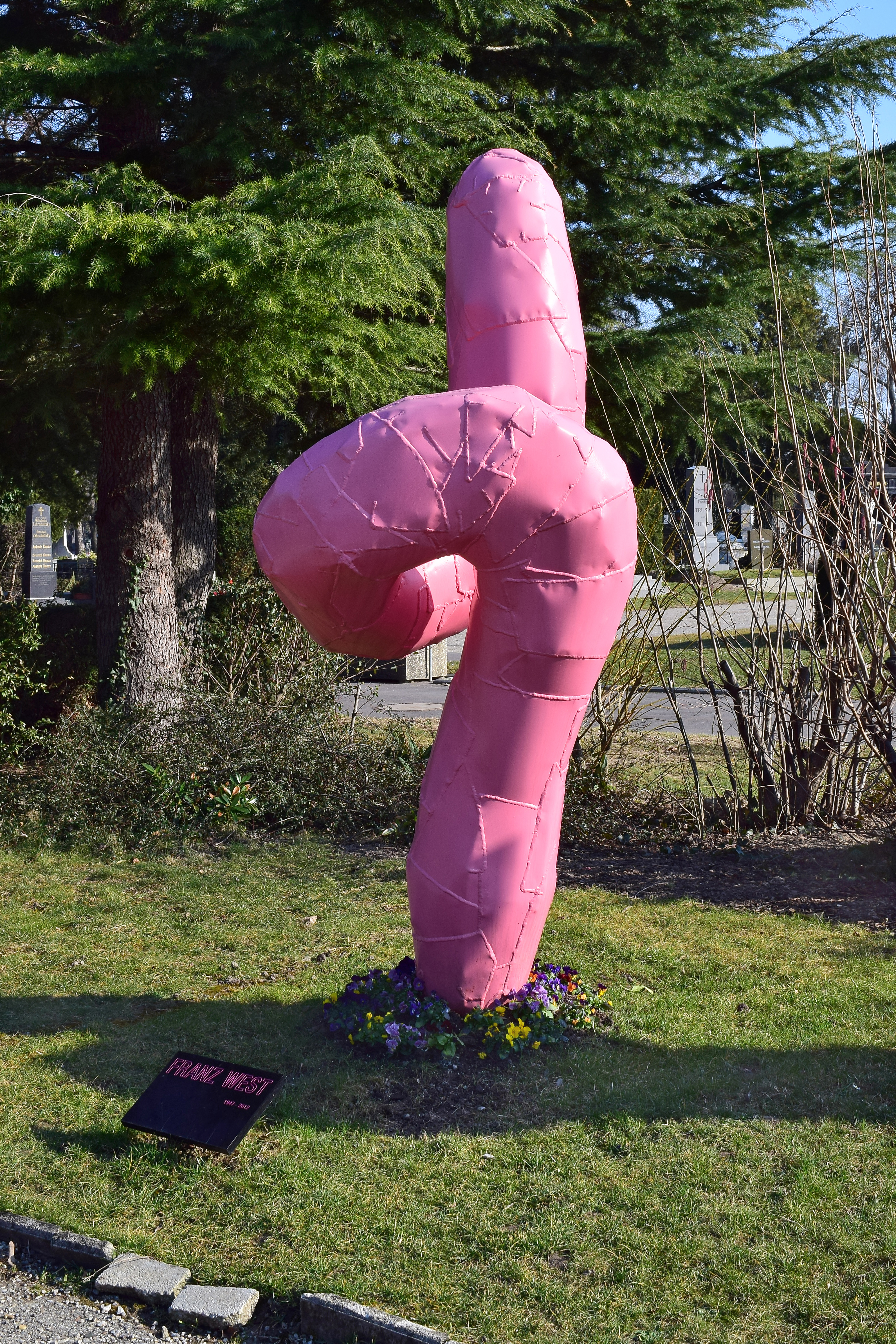
Sepultura no Cemitério Central de Viena

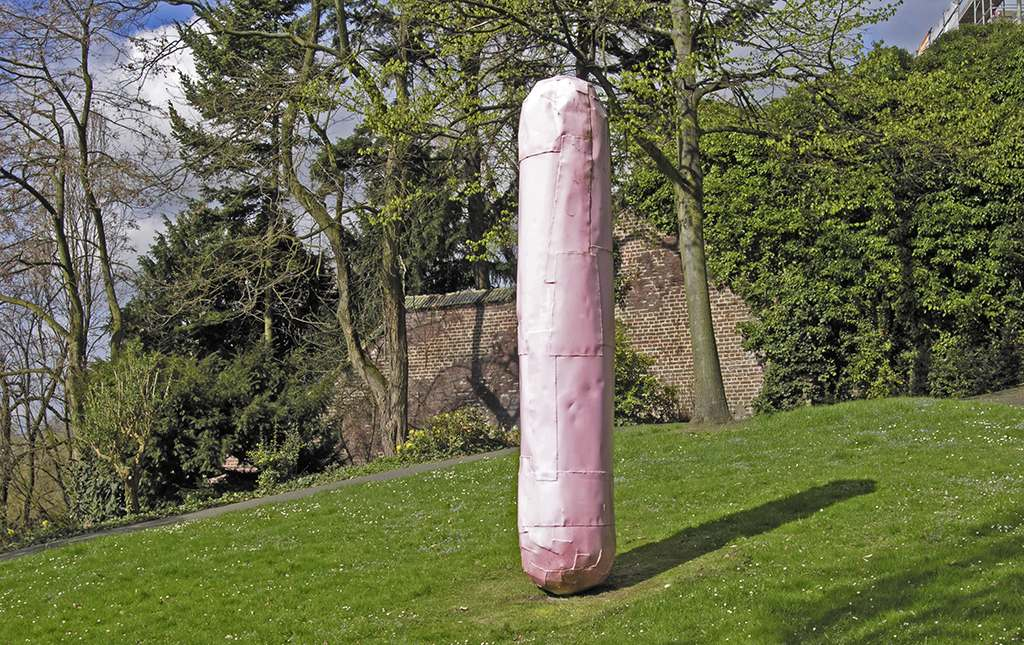
Flause (1998); Alumínio

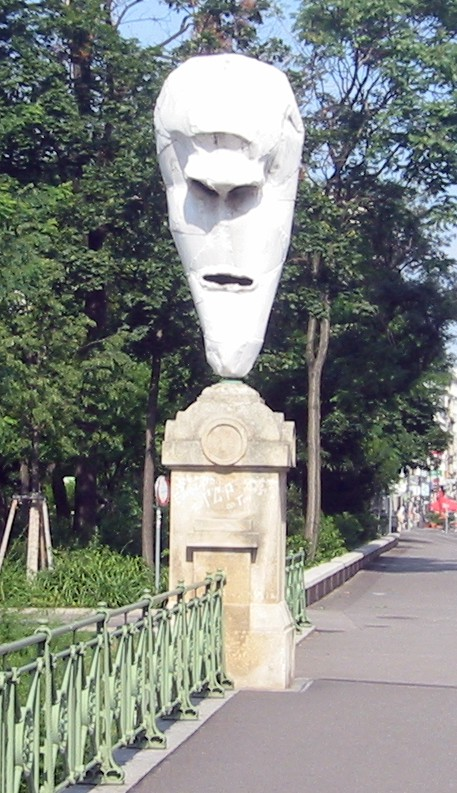
Lemurenkopf (alumínio e tinta branca) 2001, (cabeça de lêmure; uma das quatro cabeças de lêmures), Stubenbrücke, Viena, (perto do Museu de Artes Aplicadas de Viena)

West começou a fazer desenhos por volta de 1970, antes de passar para colagens pintadas incorporando imagens de revistas que mostravam a influência da Pop Art. Sua prática artística começou como uma reação ao movimento Actionism vienense, que foi exibido em museus e galerias por mais de três décadas. Nos últimos 20 anos teve presença regular em grandes exposições como a Documenta e a Bienal de Veneza.
A arte de West é normalmente feita de gesso, papel machê, arame, poliéster, alumínio e outros materiais comuns. Começou a produzir pinturas, mas depois se voltou para colagens, esculturas, esculturas portáteis chamadas "Adaptives" ou "Peças de Adaptação", ambientes e móveis - "cadeiras e divãs de metal soldado, alguns minimamente acolchoados e estofados em linho cru". Para suas primeiras esculturas, West frequentemente cobria objetos comuns - garrafas, peças de máquinas, peças de mobília e outras coisas não identificáveis - com gaze e gesso, produzindo "objetos brancos sujos, irregulares e sujos".

No final da década de 1990, West voltou-se para peças de alumínio laqueado em grande escala, a primeira (e várias depois) inspirada nas formas das salsichas vienenses, bem como nas formas dos Adaptives. Com suas cores monocromáticas e superfícies irregulares de patchwork, essas obras também foram feitas para sentar e deitar. 
Não importa a aparência da arte, mas como ela é usada. Franz West 
O Baltimore Museum of Art, com a ajuda do ex-curador sênior de arte contemporânea, Darsie Alexander, organizou a primeira "pesquisa abrangente" já realizada nos EUA sobre as obras de arte de Franz West, que continham suas últimas obras projetadas especificamente para o Baltimore Museum of Art, O Igo e o Id. - que "consiste em duas configurações de loops amarrotados em forma de fita com cerca de 6 metros de altura. Um é rosa brilhante, o outro perfeitamente pintado em blocos de verde, amarelo, azul e laranja. Ambos têm bancos redondos projetando-se do extremidades inferiores dos loops".
Para a temporada 2009/2010 na Ópera Estatal de Viena, Franz West projetou um quadro em grande escala (176 m²) como parte da série de exposições "Cortina de Segurança", concebida pelo museu em andamento.
Ao longo de sua carreira, West se envolveu em colaborações com outros artistas, como o artista conceitual Bernhard Cella, artista conceitual Douglas Gordon, o músico Fred Jellinek, o fabricante de móveis Mathis Esterhazy e o artista Tamuna Sirbiladze (viúva de West). Para outra exposição em 2012, West colaborou com o colega artista Anselm Reyle em uma série de esculturas de móveis.

### Adaptadores
Por volta de 1980, West começou a criar "objetos de gesso, geralmente com alguns metros de comprimento, destinados a serem colocados sobre o rosto, usados na cintura ou presos na curva do pescoço. Embora eles sugiram máscaras e adereços para a commedia dell'arte, suas formas são geralmente ambíguas: não importa o quão figurativos e sexuais os objetos do Sr. West possam ser, eles permanecem abstratos. As peças podem ser usadas na rua ou carregadas como um parceiro em uma dança solipsística extasiada. Elas deixam o usuário com uma aparência protegida e encurralado.

## Exposições
- 1987 Secessão de Wiener, Viena
- 1988 Kunsthalle Bern, Bern
- 1988 Kunsthistorisches Museum, Viena
- 1988 PS1, Nova York
- 1990 Bienal de Veneza, Pavilhão Austríaco, Veneza
- 1991 Villa Arson, Nice
- 1994 Museu de Arte Contemporânea, Los Angeles
- 1996 Museum moderner Kunst, Stiftung Ludwig Wien, 20er Haus, Viena
- 1997 Fundação de Serralves, Porto
- 1997 Museum of Modern Art, Nova York
- 1998 Middelheim Open Air Sculpture Museum, Antuérpia
- 2000 Museum für Neue Kunst - ZKM Karlsruhe, Karlsruhe
- 2000 Renaissance Society, Chicago
- 2001 Museum für angewandte Kunst Wien, Viena
- 2001 Deichtorhallen, Hamburgo
- 2002 Musée d'Art Contemporain (MAC), Marselha
- 2002/03 Massachusetts Museum of Contemporary Art, North Adams, MA
- 2003 Kunsthaus Bregenz, Bregenz
- 2003 Whitechapel Art Gallery, Londres
- 2007 Werkstadt Graz, Graz
- 2008 Museum für angewandte Kunst Wien, Viena
- 2008 Museu de Arte de Baltimore, Baltimore
- 2009 Museu de Arte do Condado de Los Angeles, Los Angeles
- 2009 Fondation Beyeler, Basel
- 2009/10 Museum Ludwig, Colônia
- 2010 Museo MADRE, Neapel
- 2010/11 Kunsthaus Graz, Graz
- 2013 MUMOK, Viena
- 2013 Inverleith House, Royal Botanic Garden Edimburgo, Edimburgo
- 2013 MMK Museum für Moderne Kunst, Frankfurt am Main
- 2014 Williams College Museum of Art, Williamstown, EUA
- 2014 The Hepworth Wakefield, Wakefield
- 2016 21er Haus, Viena
- 2017 Viva Arte Viva, 57ª Bienal de Veneza, Veneza, Itália[11]
- 2018/19 Centre Georges Pompidou, Paris, e Tate Modern, Londres

## Prêmios
- 1986: Prêmio Otto Mauer
- 1988: Prêmio da Cidade de Viena de Artes Visuais
- 1993: Prêmio Escultura na Fundação Generali
- 1998: Wolfgang-Hahn-Preis, Museu Ludwig, Colônia
- 1993: Fundação Skulpturenpreis der Generali
- 1986: Prêmio Otto Mauer, Viena
- 2011: Leão de Ouro pela Conquista da Vida, Bienal de Veneza
- 2011: Decoração Austríaca para Ciência e Arte[12]

## Literatura
- Franz West, Benedikt Ledebur: Extroversion - a Talk,[13] Schlebrügge. Editor, Vienna 2011. ISBN 978-3-902833-00-6
- Kaspar König (ed.): Franz West - Autotheater. DuMont, Cologne 2009. ISBN 978-3-8321-9280-8
- Kristine Bell (ed.): Franz West - Early work, October 30, 2004 - January 8, 2005. Zwirner & Wirth, New York 2004.
- Franz West: Franz West - Displacement and Condensation. Gagosian Gallery, London 2006. ISBN 1-932598-36-7
- Klaus Thoman (ed.): Franz West - Die Aluskulptur. Galerie Elisabeth und Klaus Thoman - Skulptur im Schlosspark Ambras, Innsbruck 2000. ISBN 3-88375-439-0
- Robert Fleck, Bice Curiger, Neal Benezra, Franz West. Phaidon Press, London, 1999. ISBN 0-7148-3825-X